# Будівля Носівської сільськогосподарської дослідної станції
Будівля Носівської сільськогосподарської дослідної станції — пам'ятка архітектури місцевого значення в Дослідному.

## Історія
Рішенням виконкому Чернігівської обласної ради народних депутатів від 19.02.1985 № 75 надано статус «пам'ятка архітектури місцевого значення» з охоронним № 25-Чг під назвою «Будівля сільськогосподарської дослідної станції». Встановлено інформаційну дошку.

## Опис
Комплекс будівель є найкращим прикладом архітектури українського народного стилю на Чернігівщині. В архітектурі будинків тут поєдналися форми народного традиційного будівництва, українського бароко, модерну. Чіткий прояв каркасної конструкції на фасадах споруд свідчив про посилення впливу раціоналізму, що захопив і цей архітектурний напрямок.
Станція була заснована 1911 року як науково-експериментальна установа, головним завданням якої було вироблення на підставі дослідів найкращих для місцевих умов технічних способів ведення сільського господарства.
Комплекс будівель був зведений у період 1911—1913 років за проектом архітектора Євгена Сердюка. Територія ділилася на функціональні зони: адміністративну, дослідну, господарську та житлову. Головну роль у забудові відіграв пластичний силует лабораторно-адміністративного корпусу з вежею, увінчаною грушоподібною банею. Кам'яний, 2-поверховий з мансардою, прямокутний у плані будинок, де за червону лінію головного фасаду виступає ризаліт із вежею з лівого краю.
Будівля використовується за призначенням — один із корпусів Носівської селекційно-дослідної станції.

## Галерея

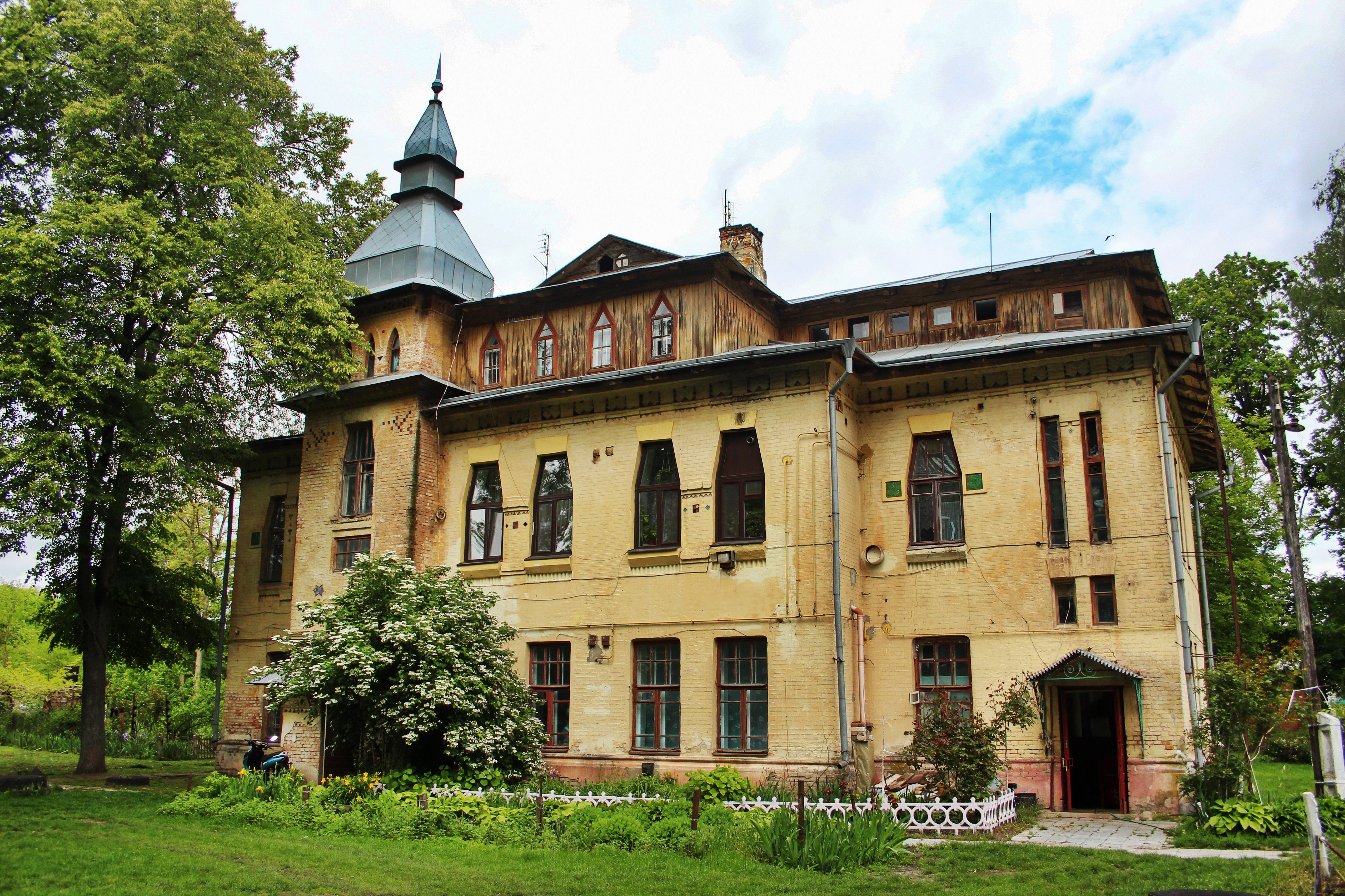
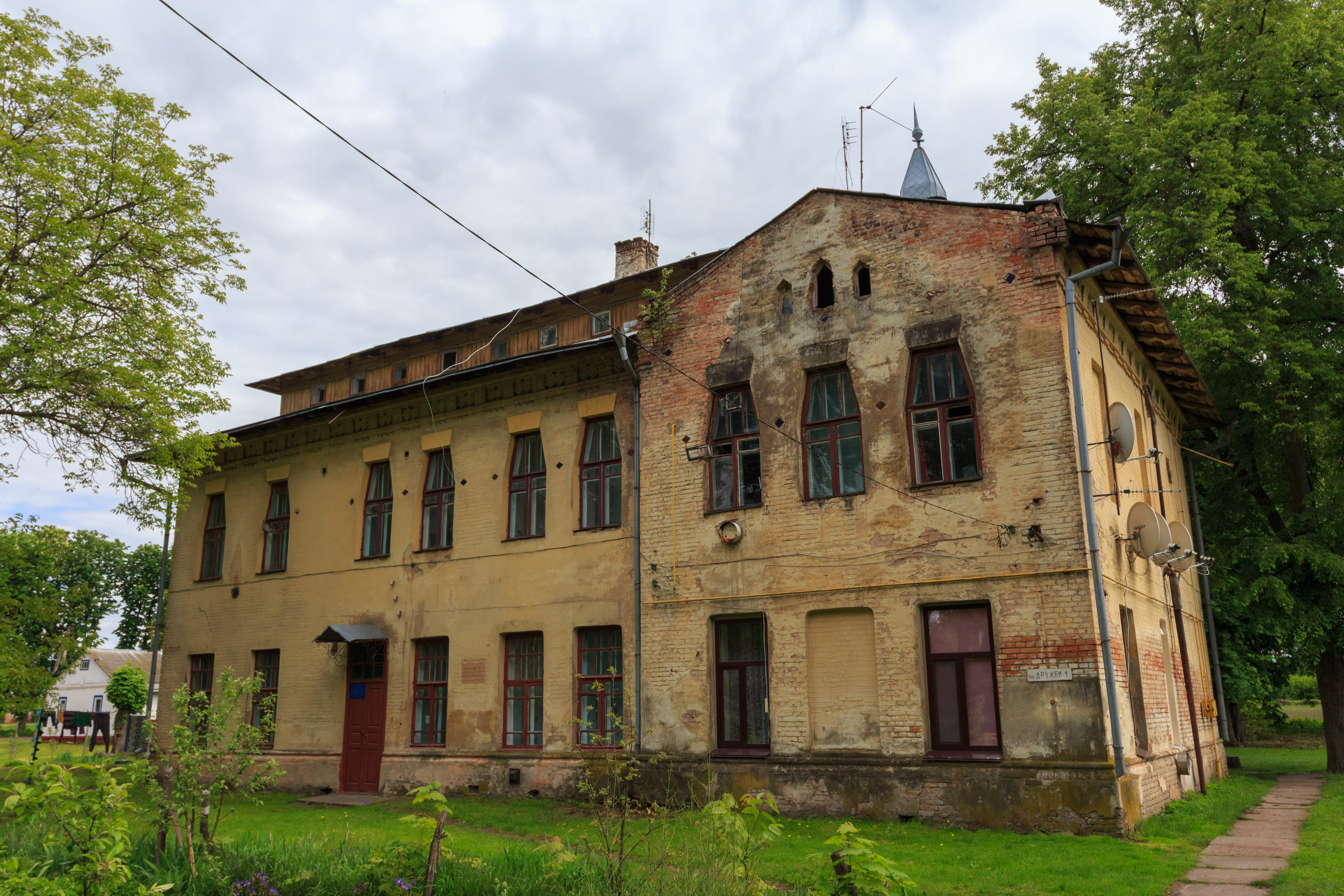
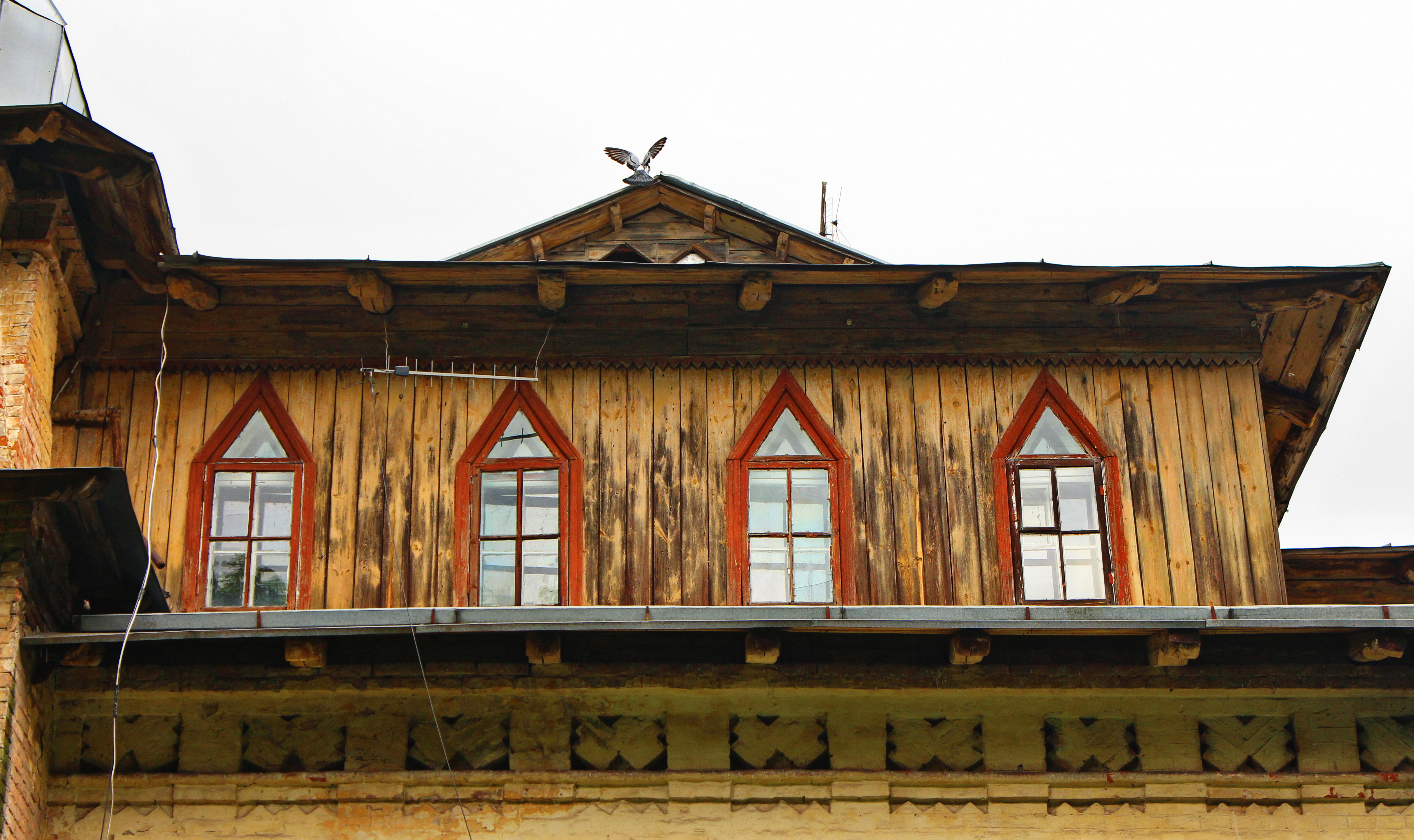
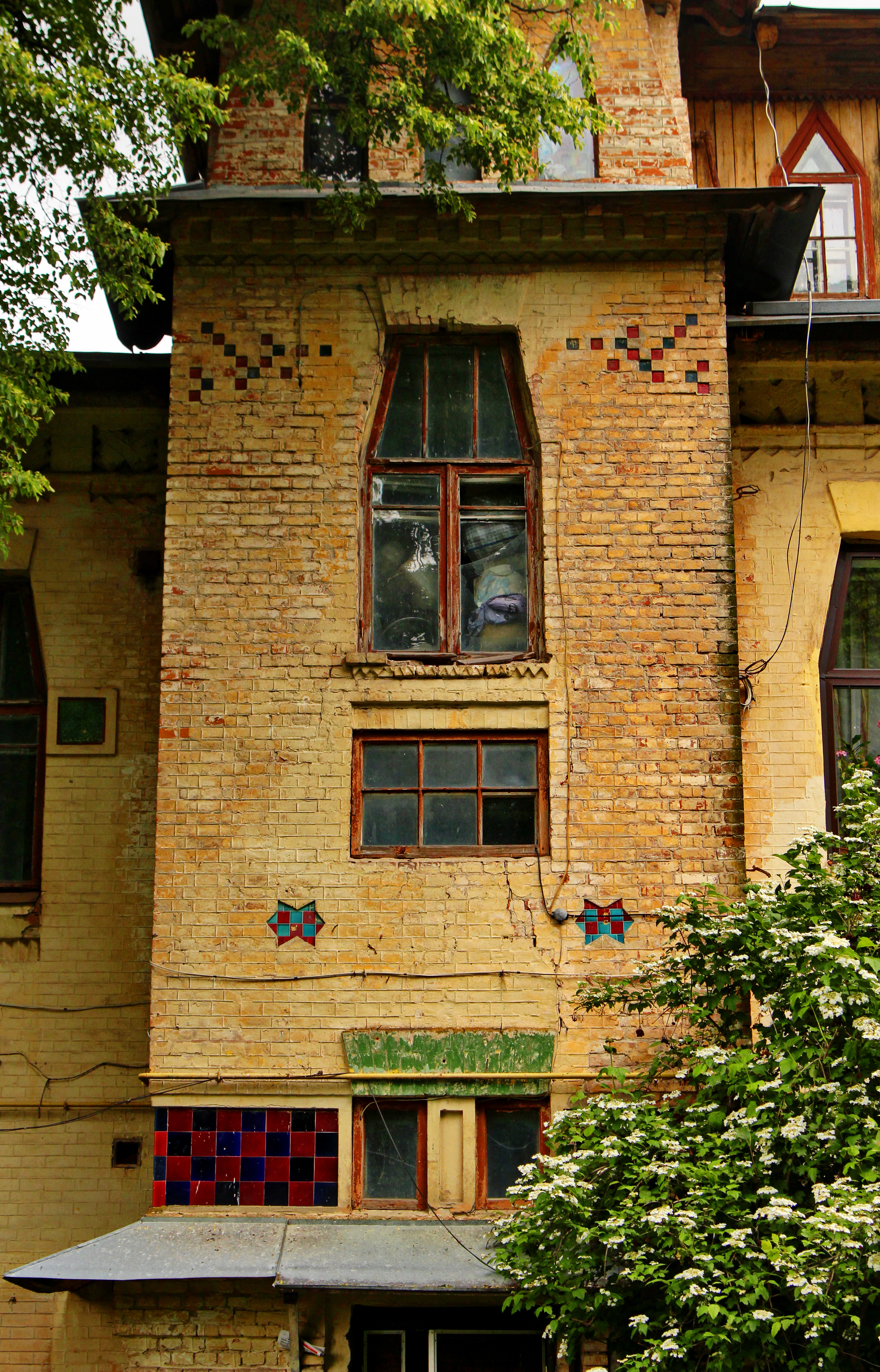
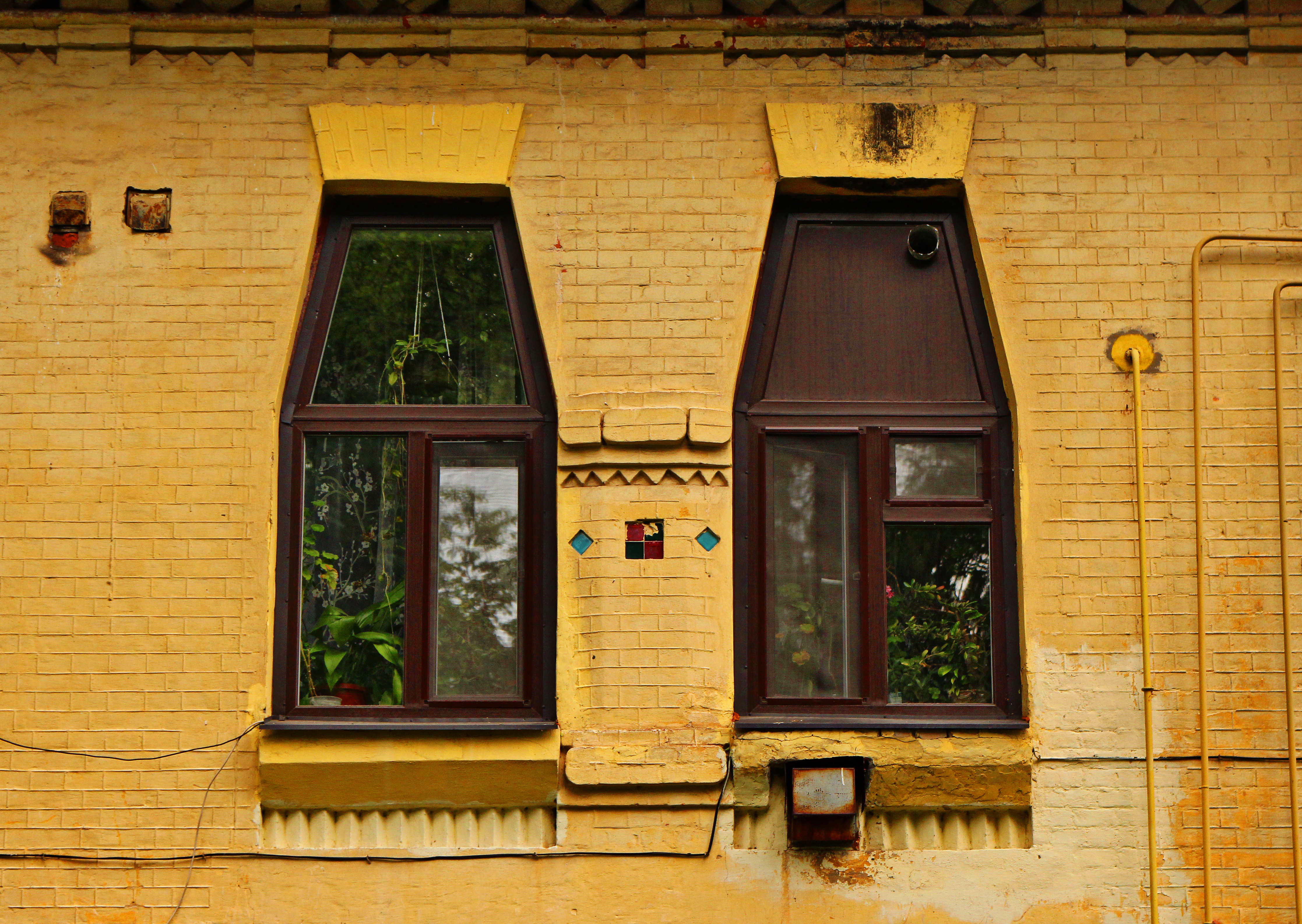
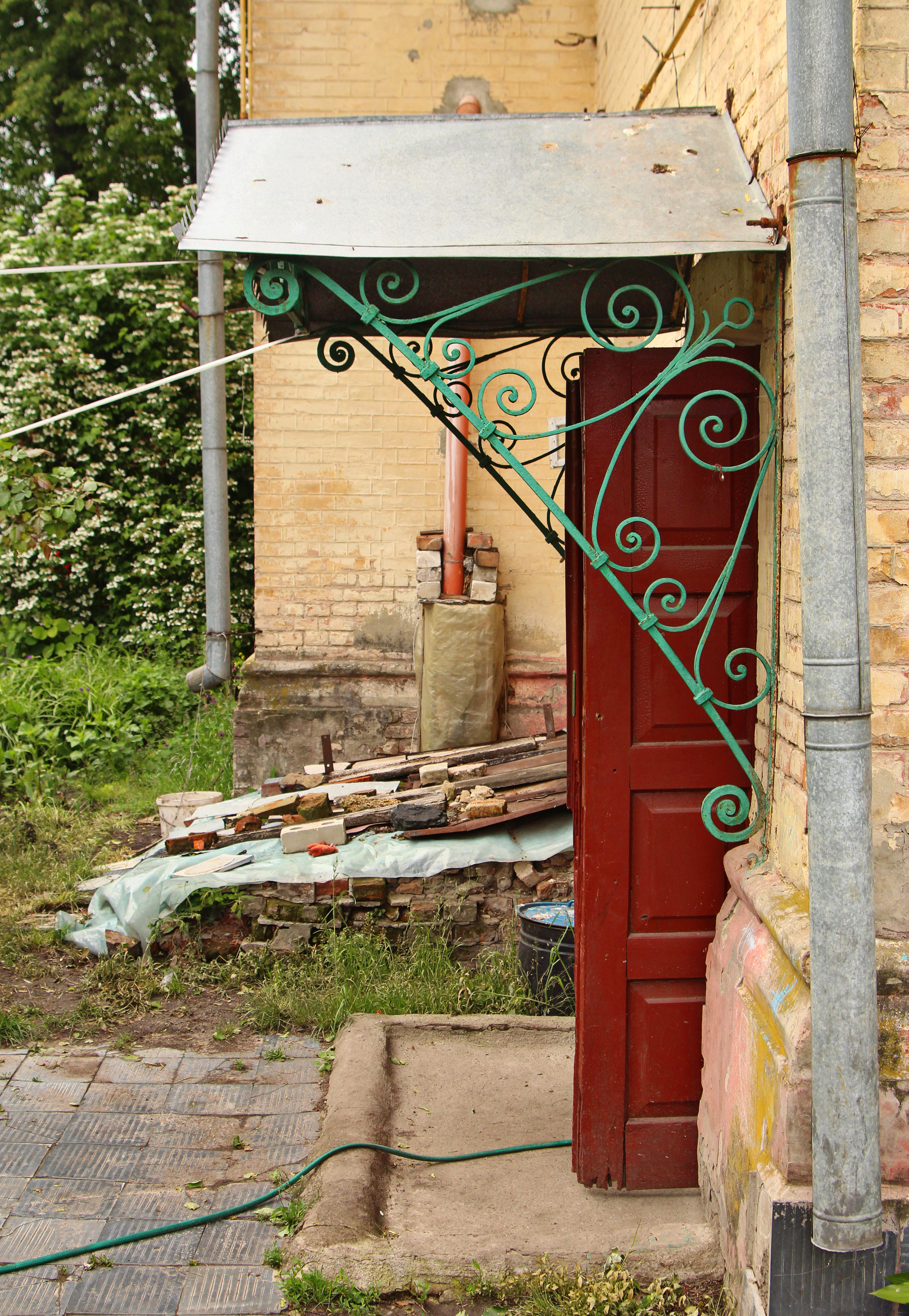
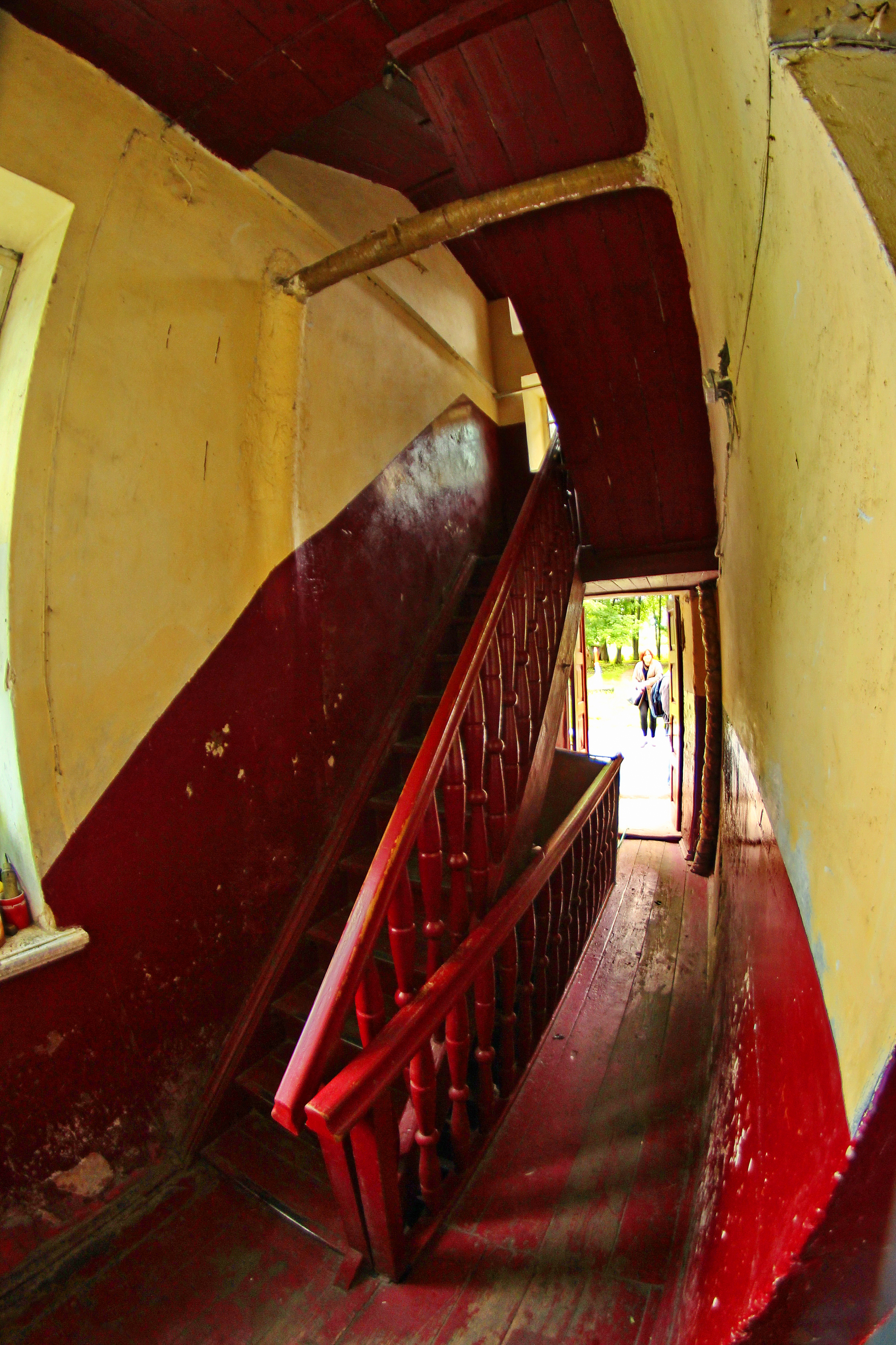
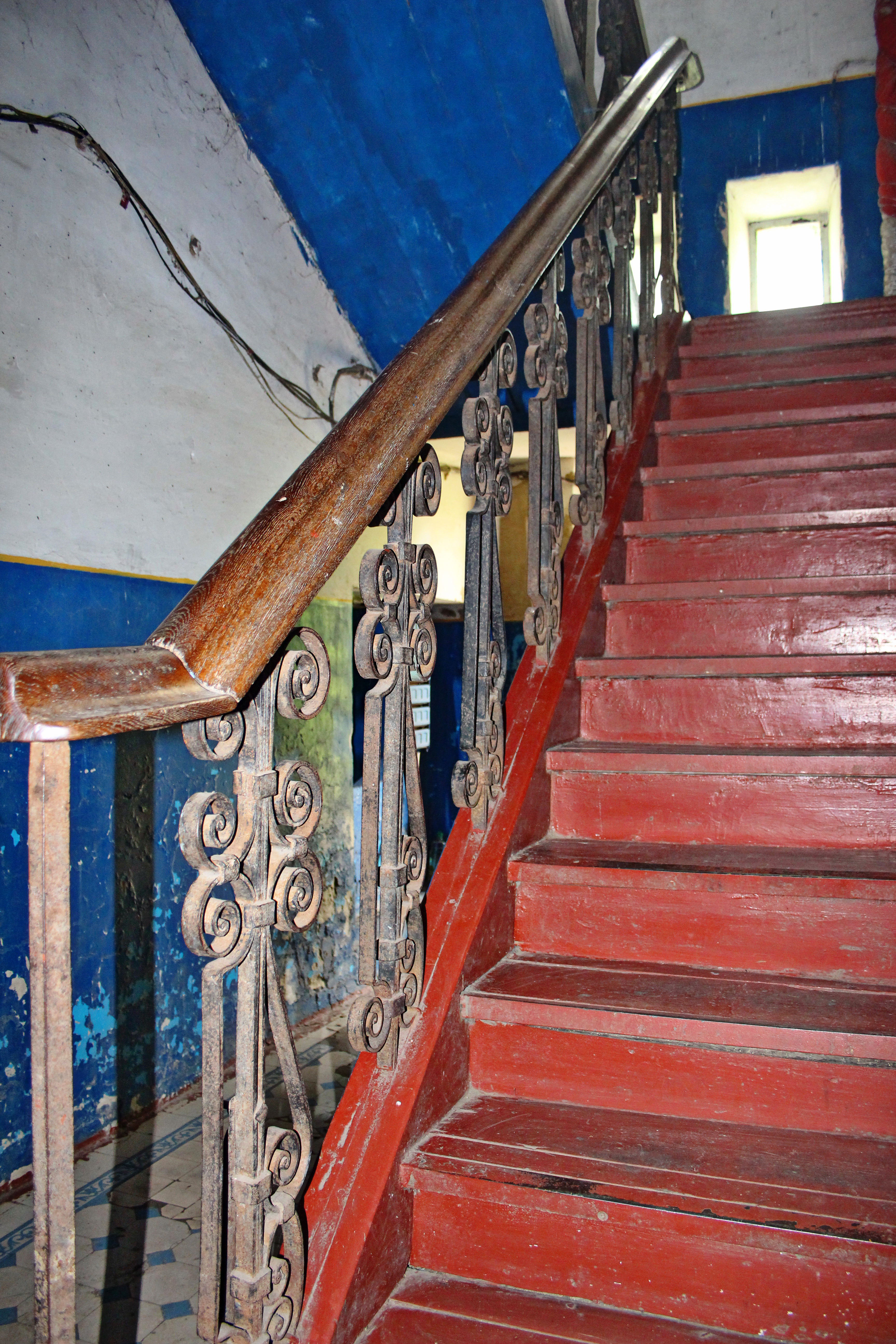
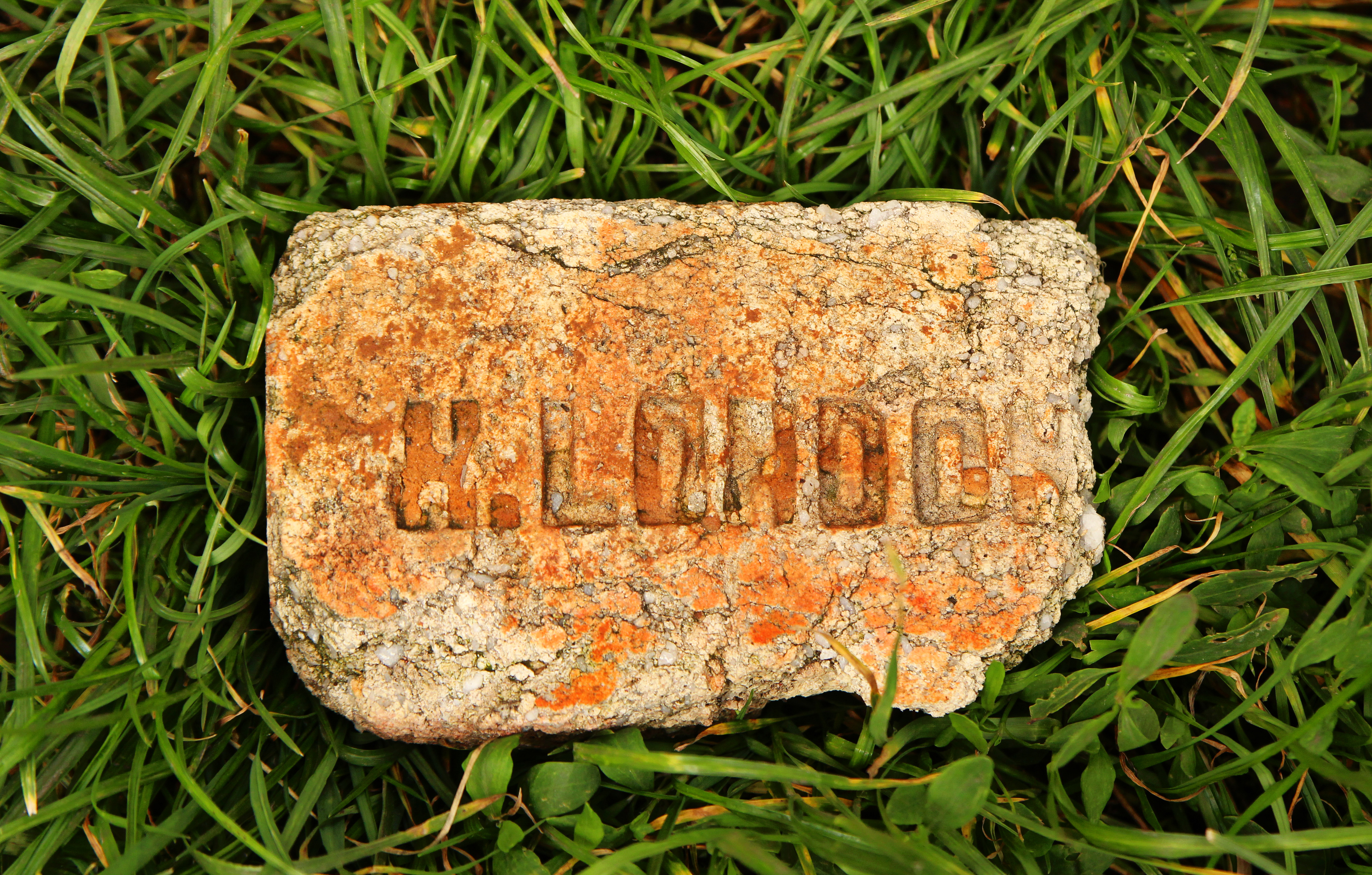
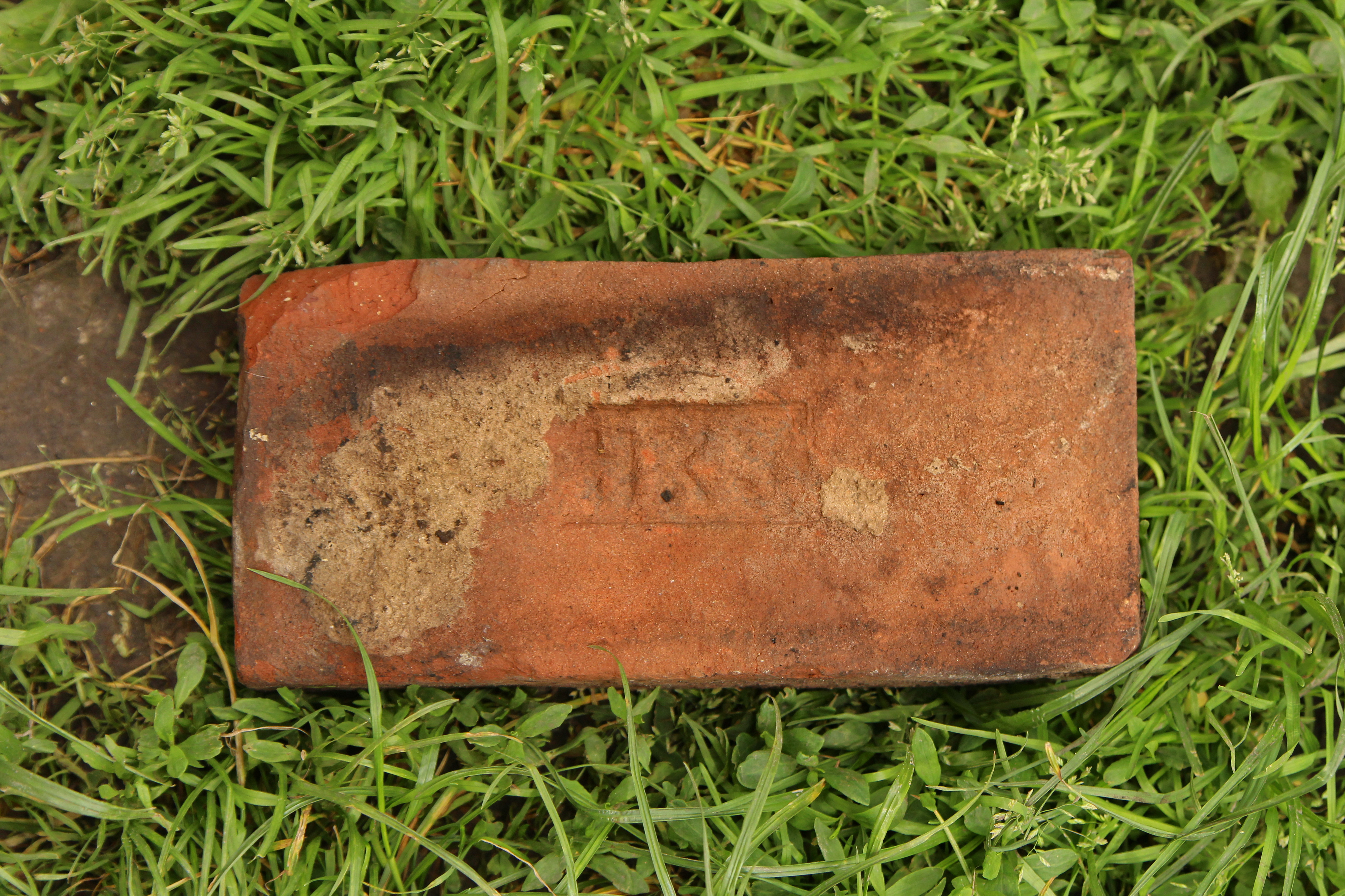